# Triaspis pernegrus
Triaspis pernegrus är en stekelart som först beskrevs av Papp 1993.  Triaspis pernegrus ingår i släktet Triaspis och familjen bracksteklar. Inga underarter finns listade i Catalogue of Life.